# Höfuðborgarsvæðið
L'Höfuðborgarsvæðið (in islandese "Regione della Capitale"), o Grande Reykjavík, è una delle otto regioni islandesi. Occupa l'area metropolitana di Reykjavík. La regione coincide con la contea di Kjósarsýsla.

## Geografia fisica

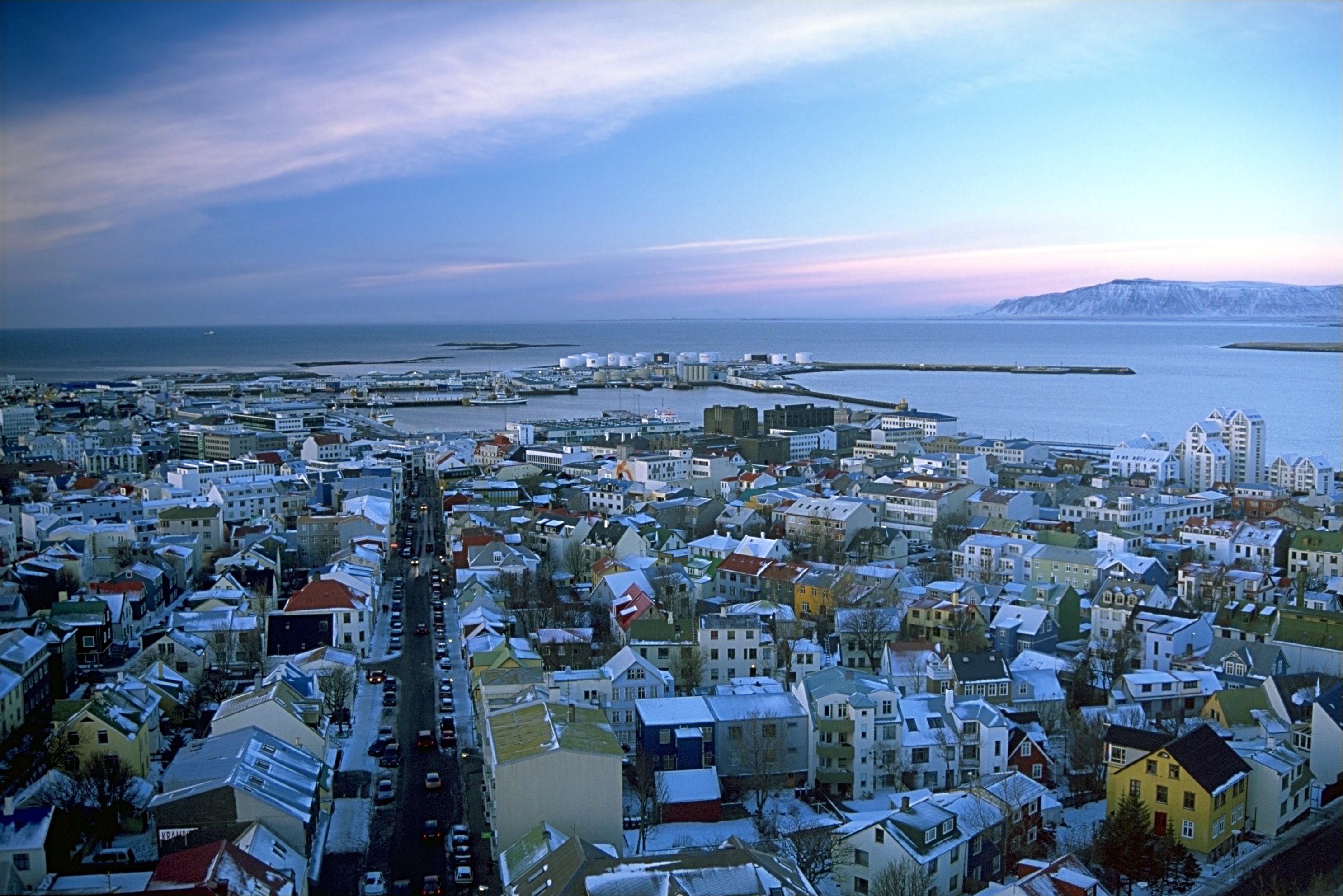
veduta della Capitale Reykjavík

La regione di Höfuðborgarsvæðið occupa una superficie di 1.062 km², è collocata nel versante occidentale dell'Islanda e affaccia sull'Oceano Atlantico.
Spesso con questo nome si intende l'intero agglomerato urbano che comprende la capitale Reykjavík e altre sette municipalità limitrofe, con una popolazione totale di circa 200 000 abitanti rappresenta solamente l'1% dell'intero territorio e il 60% della popolazione islandese.
Di tutte le municipalità Reykjavík rappresenta la maggiore per popolazione con i suoi circa 110 000 abitanti, mentre la più estesa è quella di Kjós di circa 288 km² benché abbia una popolazione totale di 210 abitanti. La municipalità con la superficie più piccola è quella di Seltjarnarnes con 2,3 km² (dati del 2010).
Il clima della regione clima oceanico è mitigato dalla corrente del Golfo che impediscono quindi alla temperatura di scendere al di sotto di −15 °C di inverno, ed arriva a sfiorare i +20 °C durante l'estate.

## Storia
Secondo il Landnámabók (il libro della colonizzazione) i primi ritrovamenti in questa zona si devono ad opera di Ingólfur Arnarson, che nell'874 secondo la saga gettò in mare le palificazioni delle vecchie case per edificare la nuova città.

## Economia
Il fattore di sviluppo economico della regione si deve alla pesca e all'alta tecnologia: ricerca genetica e laboratori di biologia. Le municipalità ospitano le più grandi industrie e banche del Paese, e sono collegate tra di loro e con il resto dell'isola da infrastrutture snelle e veloci. 
La regione è anche servita dall'aeroporto internazionale di Keflavík, e la capitale da un aeroporto di minori dimensioni per il collegamento interno dell'isola, per i voli verso la Groenlandia e le isole Fær Øer.

## Politica
Ogni municipalità presente nella regione, anche se confinante, ha una proprio sistema elettorale per la sua amministrazione, ma cooperano per la gestione di diverse problematiche quali lo smaltimento dei rifiuti, la rete di trasporti pubblici, la prevenzione degli incendi e le forze di polizia.
L'unificazione di tutte le municipalità sotto un'unica amministrazione è un problema sentito e che viene affrontato quotidianamente dalla politica ma di difficile soluzione.
Nella capitale ha sede anche il presidente della repubblica e il Parlamento Althingi.

## Comuni

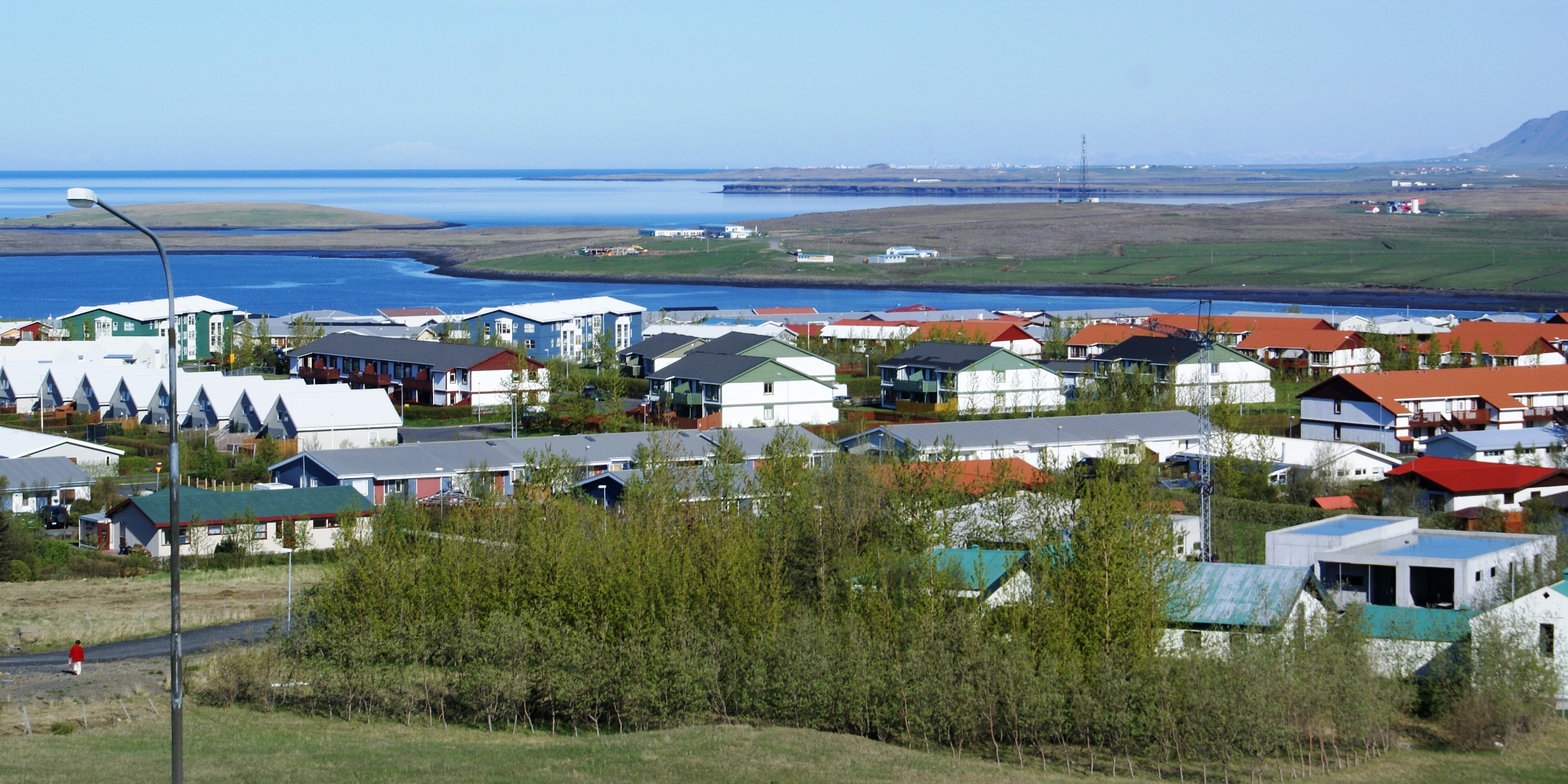
veduta del Comune di Mosfellsbær

| Comuni        | Popolazione | Superficie (km2) | Densità (/km2) |
| ------------- | ----------- | ---------------- | -------------- |
| Reykjavík     | 118.898     | 277,10           | 429,08         |
| Kópavogur     | 30.779      | 83,74            | 367,55         |
| Hafnarfjörður | 25.872      | 143,33           | 181            |
| Garðabær      | 10.587      | 76               | 155            |
| Mosfellsbær   | 8.527       | 193,66           | 44             |
| Seltjarnarnes | 4.406       | 2,31             | 1,907          |
| Kjósarhreppur | 195         | 287,73           | 0,7            |
| Totale        | 200.852     | 1.062,24         | 189            |